# Mostra de Venise 1995
La Mostra de Venise 1995, 52e édition du festival international du film de Venise (52ª edizione della Mostra internazionale d'arte cinematografica), est un festival cinématographique qui se tient du 30 août au 9 septembre 1995 à Venise, en Italie.

## Jury
- Jorge Semprún (président, Espagne), Guglielmo Biraghi (Italie), Jean-Pierre Jeunet (France), Abbas Kiarostami (Iran), Mario Martone (Italie), Peter Rainer (É.-U.), Moses Rothman (É.-U.), Margarethe von Trotta (Allemagne).

## Compétition
- Au beau milieu de l'hiver (In the Bleak Midwinter) de Kenneth Branagh  Royaume-Uni
- La Cérémonie de Claude Chabrol  France
- La Comédie de Dieu (A Comédia de Deus) de João César Monteiro  Portugal
- Clockers de Spike Lee  États-Unis
- Crossing Guard (The Crossing Guard) de Sean Penn  États-Unis
- Cyclo (Xich lo) de Tran Anh Hung  Viêt Nam  France
- De Vliegende Hollander (nl) de Jos Stelling  Pays-Bas
- Guantanamera de Tomás Gutiérrez Alea et Juan Carlos Tabío  Cuba
- L'Homme de la mort (Der Totmacher) de Romuald Karmakar  Allemagne
- Kardiogramma (Кардиограмма) de Darezhan Obirmaev  Kazakhstan
- Marchand de rêves (L'Uomo delle stelle) de Giuseppe Tornatore  Italie
- Maborosi (幻の光, Maboroshi no Hikari) de Hirokazu Kore-eda  Japon
- Nothing Personal de Thaddeus O'Sullivan  Irlande
- Pasolini, mort d'un poète (Pasolini, un delitto italiano) de Marco Tullio Giordana  Italie
- Le Roman d'un jeune homme pauvre d'Ettore Scola  Italie
- Sin remitente de Carlos Carrera  Mexique

## Palmarès
- Lion d'or pour le meilleur film : Cyclo (Xich lo) de Tran Anh Hung
- Grand Prix spécial du jury : La Comédie de Dieu (A Comédia de Deus) de João César Monteiro et Marchand de rêves (L'Uomo delle stelle) de Giuseppe Tornatore
- Coupe Volpi pour la meilleure interprétation masculine : Götz George pour L'Homme de la mort (Der Totmacher) de Romuald Karmakar
- Coupe Volpi pour la meilleure interprétation féminine : Isabelle Huppert et Sandrine Bonnaire pour La Cérémonie de Claude Chabrol
- Lion d'or d'honneur : Woody Allen, Giuseppe De Santis, Goffredo Lombardo, Ennio Morricone, Alain Resnais, Martin Scorsese, Alberto Sordi et Monica Vitti